# Битка за Сигуенса
Битката за Сигуенса е едно от първите сражения от началото на Гражданската война в Испания, което се води от 7 август до 15 октомври 1936 г. североизточно от Мадрид.

## Боеве в покрайнините
С избухването на гражданската война републиканците овладяват Сигуенса на 25 юли. През следващите дни те подпалват няколко църкви и убиват епископа.
На свой ред, бунтовниците напредват от Сория и Мединасели и започват да заемат позиции около града. Те също окупират Атиенса и Алколеа дел Пинар. От този последен град на 7 август националистите правят неуспешен опит да превземат Сигуенса.
На 16 август републиканците контраатакуват към Атиенса. Разположените там бунтовници лесно ги отблъскват и започват да напредват към Сигуенса, но поради липса на сили спират при Имон. На 21 август републиканците отново се опитват да спрат настъплението на националистическите сили в Риба де Сантиусте.
На 28-29 август милициите неуспешно се опитват да превземат Имон от бунтовниците.
На 2 септември колона от националисти на Франсиско Гарсия Ескамес превзема град Уермесес дел Серо, на 15 километра западно от Сигуенса. На 7 септември катедралата на града започва да бъде обстрелвана от артилерия на националистите, които вече са достигнали Алкунес, от позиции близо до Мохарес, само на 5 километра от града.
На 29 и 30 септември Сигуенса е практически обкръжен и тежко бомбардиран от германските самолети на Легион „Кондор“. Възниква несигурна ситуация и полковник Хименес Орхе, един от лидерите на отбраната на града, предлага да напуснат, ако не пристигнат подкрепления.
На 3 октомври националистите обединяват разнородните си сили в дивизията „Сория“, командвана от полковник Хосе Москардо.
Офицерите, командващи републиканските войски, защитаващи града, решават да се укрепят в катедралата, като в крепост, в очакване на подкрепления. Започва подготовка за отбрана. В катедралата се носят храна, боеприпаси и оръжие, включително много гранати, 1 200 пушки, 13 картечници Hotchkiss и една 50-милиметрова минохвъргачка.
На 2 октомври последният брониран влак, който успява да пробие блокадата, се приближава към града от Гуадалахара: той носи само боеприпаси.
На 5 октомври републиканският комендант на Сигуенса Мартинес де Арагон напуска града в търсене на подкрепления от Мадрид или Гуадалахара.

## Отбрана
На 8 октомври, след силна въздушна подкрепа, бунтовниците щурмуват града и бързо го окупират. Група от 500 опълченци и около 200 цивилни се укриват в катедралата. Войските на националистите, за да принудят защитниците да се предадат, започват да я подлагат на интензивен огън с пушки и артилерия.
На 12 октомври са направени два опита от републиканците да пробият обсадата, но те завършват без успех.
На 13 октомври националистите подновяват артилерийския обстрел по стените на катедралата, причинявайки значителни щети на много части от храма. През следващите два дни и нощи малки групи милиции успяват да избягат, хвърляйки пръчки динамит.
На 15 октомври, оставайки под обсада, без вода, напълно деморализирани, в разрушената катедрала, започват преговори с обсаждащите, които са готови да се съгласят само с безусловната капитулация на републиканците. Около 5:30 ч. сутринта първата милиция и цивилни започват да напускат катедралата. По това време комендантът Мартинес де Арагон е на по-малко от 20 километра от града с войска за подсилване, която обаче се връща в Гуадалахара още преди новината за капитулацията.
На 16 октомври, след седмица на обсада, разрушената катедрала, пълна с трупове пада пред бунтовническите сили. Малко по-късно, 157 от пленниците са разстреляни от националистите.